# Hymenolaimus malacorhynchos
Hymenolaimus malacorhynchos sau rața albastră face parte din familia Anatidae a rațelor, gâștelor și lebedelor, endemică pentru Noua Zeelandă. Este singurul membru al genului Hymenolaimus. Statutul său taxonomic exact este încă nerezolvat, dar se pare că este înrudit cel mai îndeaproape cu tribul Anatini. Este reprezentată pe reversul bancnotei de 10 dolari din Noua Zeelandă.

## Taxonomie
Căpitanul James Cook a văzut rața albastră în Dusky Sound, Insula de Sud, Noua Zeelandă, în a doua sa călătorie în Pacificul de Sud. În 1777, atât Cook, cât și naturalistul Georg Forster au menționat rața albastră în relatările lor separate despre călătorie. Un specimen a fost descris în 1785 de ornitologul englez John Latham în lucrarea sa A General Synopsis of Birds. Când, în 1789, naturalistul german Johann Friedrich Gmelin a revizuit și extins Systema Naturae a lui Carl Linnaeus, el a inclus rața albastră și a plasat-o alături de toate celelalte rațe din genul Anas. El a inventat numele binomial Anas malacorhynchos și a citat lucrările anterioare. Rața albastră este în prezent singura specie plasată în genul Hymenolaimus care a fost introdus special pentru specie de George Robert Gray în 1843. Denumirea genului combină cuvintele din greaca veche humēn, humenos însemnând „piele” sau „membrană” cu laimos însemnând „gât”. Epitetul specific malacorhynchos provine tot din greaca veche și combină malakos care înseamnă „moale” cu rhunkhos care înseamnă „cioc”.
Specia nu are rude apropiate. Relațiile sale taxonomice cu alte specii de păsări de apă rămân incerte; analizele ADN au plasat-o ca soră a rațelor din America de Sud (Anatini), dar fără rude apropiate. Începând cu 2013, a fost clasificată în mod obișnuit ca incertae sedis, dar probabil în cadrul Anatinae și aliată cu Anatini. Anterior se credea că este înrudită cu tribul călifarilor.
Sunt recunoscute două subspecii:
- H. m. hymenolaimus (Mathews, 1937) – centrul, sudul Insulei de Nord (Noua Zeelandă)
- H. m. malacorhynchos (Gmelin, JF, 1789) – vestul Insulei de Sud (Noua Zeelandă)

Congresul Ornitologic Internațional din 2022 a definit populațiile din Insula de Nord și din Insula de Sud ca subspecii distincte, pe baza unei divergențe genetice puternice și a unor diferențe de penaj.

## Galerie

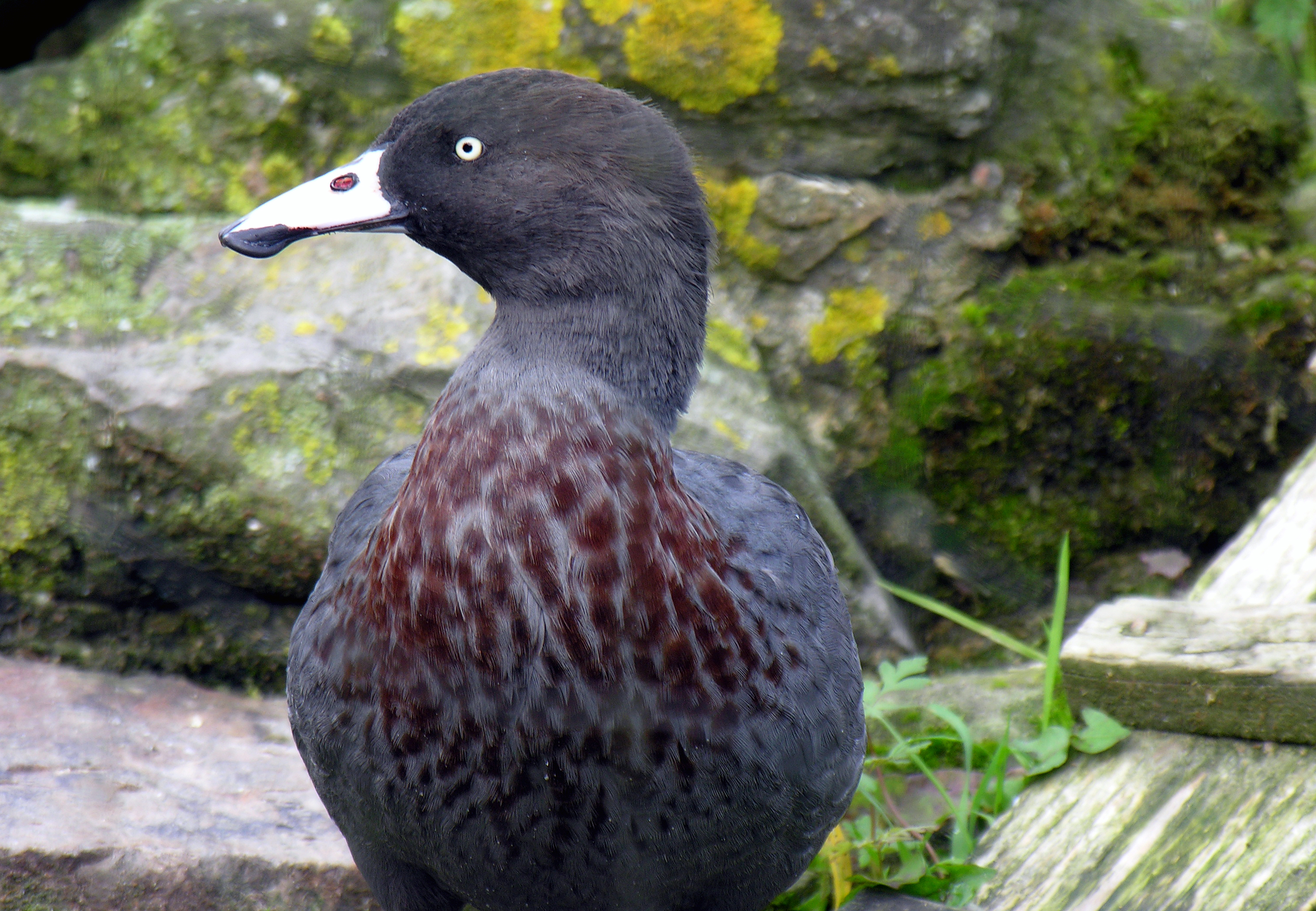
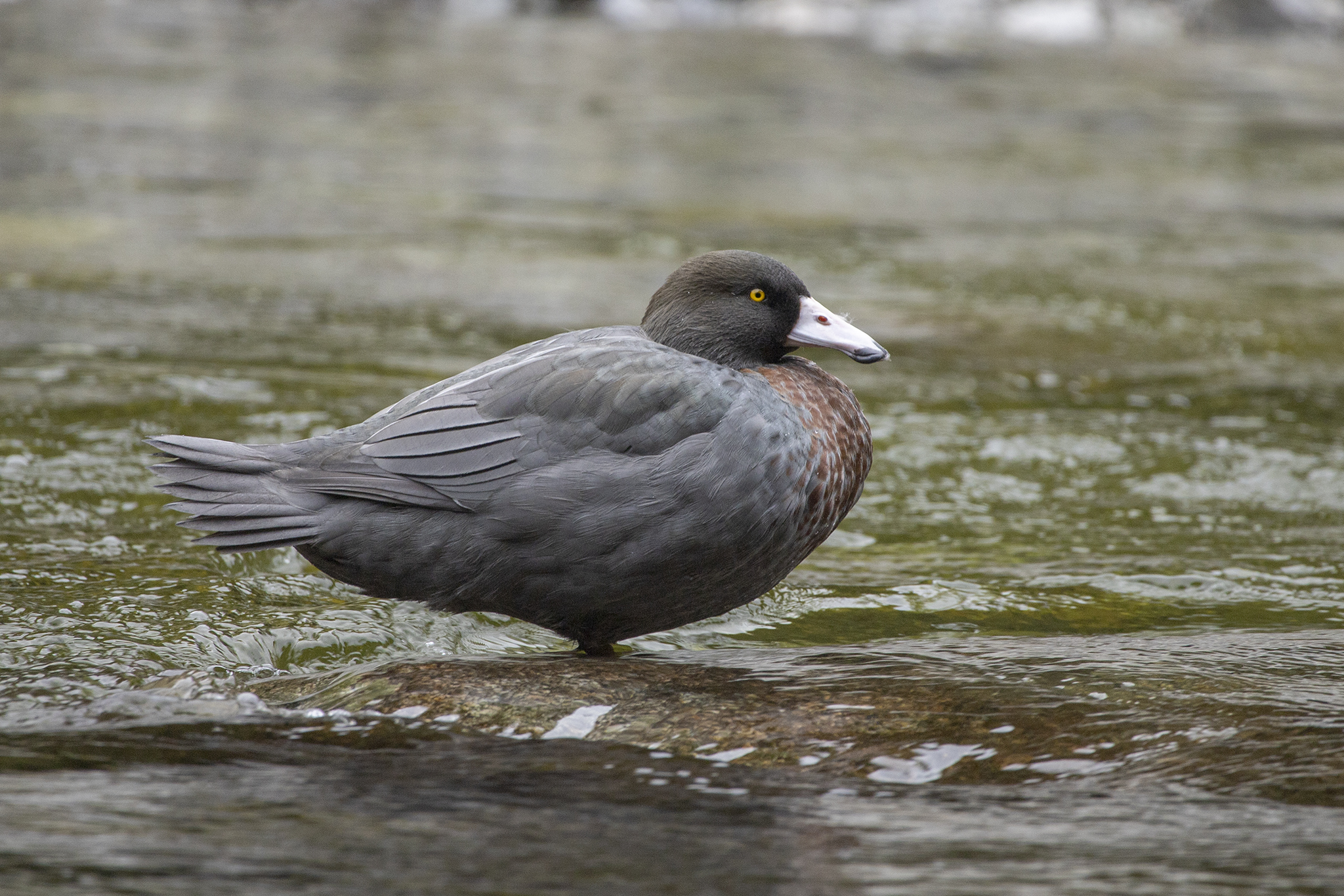
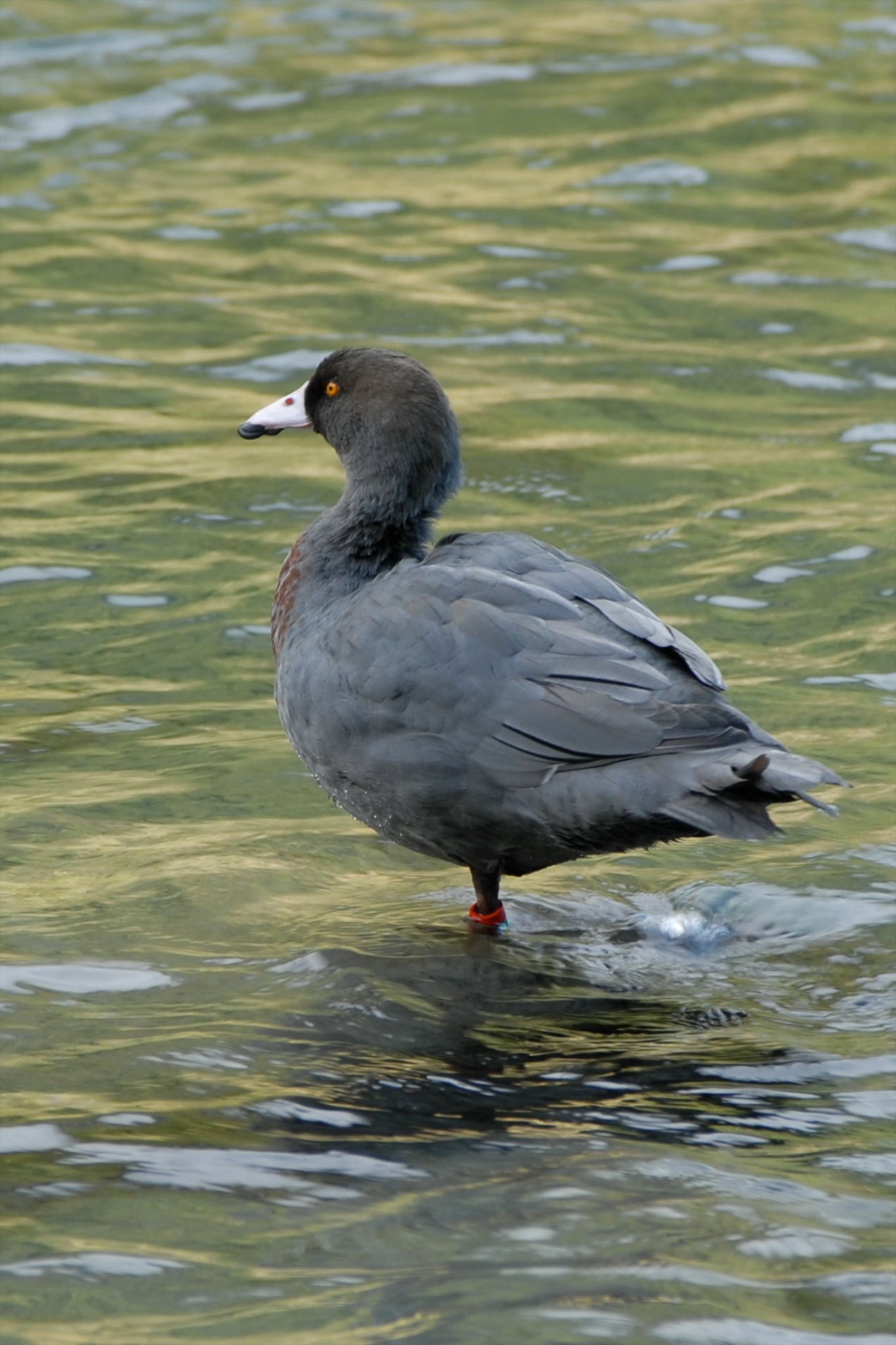
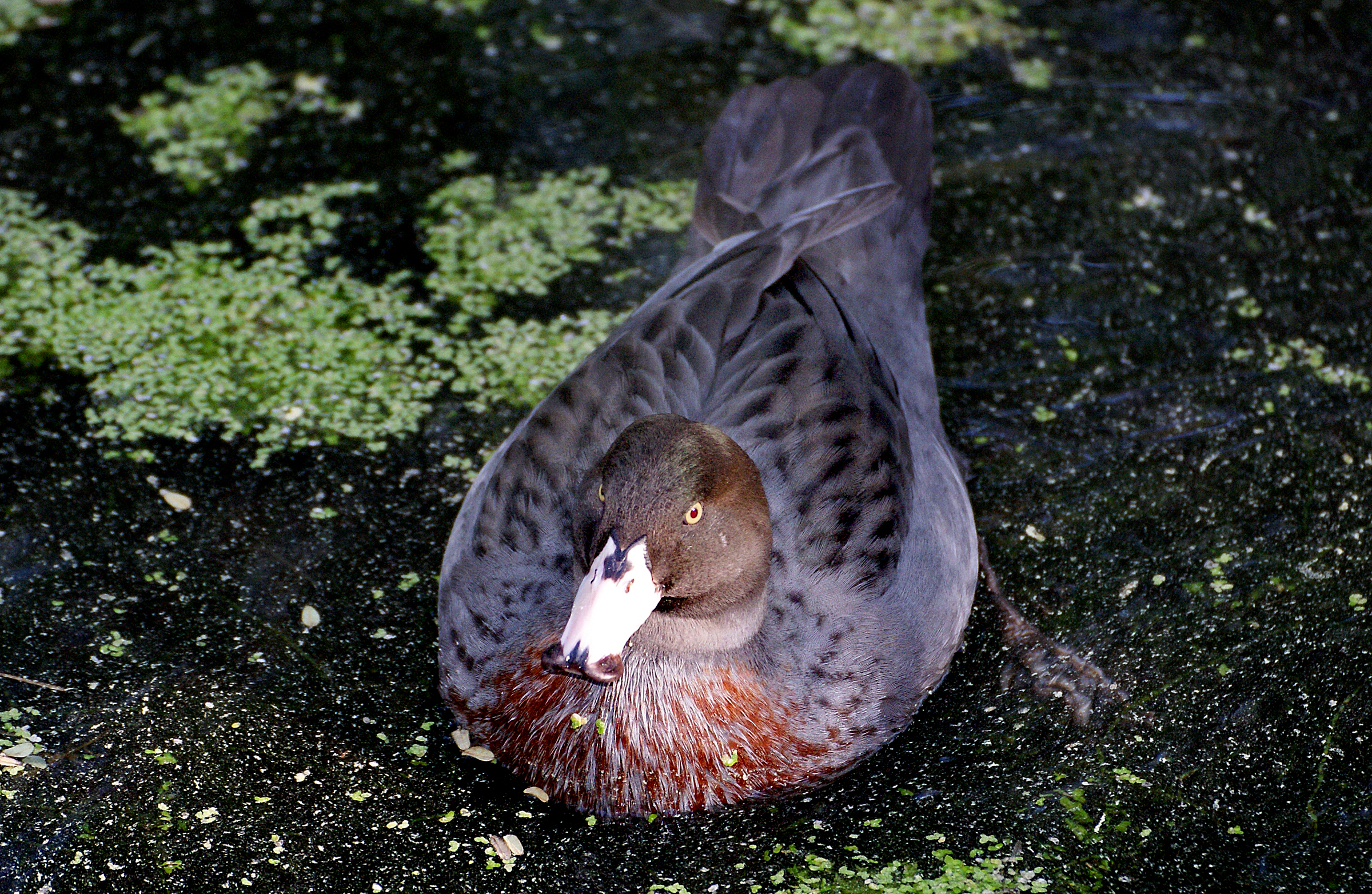